# Legend of the Guardians: The Owls of Ga'Hoole
Legend of the Guardians: The Owls of Ga'Hoole (Nederlandse titel: Legende van Ga'Hoole) is een Amerikaans-Australische computer-geanimeerde fantasiefilm uit 2010, gebaseerd op de eerste drie boeken van de Guardians of Ga'Hoole serie geschreven door Kathryn Lalsky. Zack Snyder regisseerde de film, met stemmen van Jim Sturgess, Geoffrey Rush, Emily Barclay, Helen Mirren, Ryan Kwanten, Anthony LaPaglia en David Wenham.
Warner Bros. distribueerde de film met de Australische bedrijven Village Roadshow Pictures en Animal Logic, de laatste heeft de visuele effecten Happy Feet geproduceerd. De productie vond plaats in Australië, en de film werd uitgegeven in RealD 3D en IMAX 3D op 24 september 2010.

## Rolverdeling
- Jim Sturgess als Soren - De protagonist, de zoon en middelste kind van Noctus en Marella, de jongere broer van Kludd, de oudere broer van Eglantine en de leider van de "Band".
- Emily Barclay als Gylfie - De deuteragonist, Soren's beste vriend en lid van de "Band".
- David Wenham als Digger - Een van de tritagonisten, Twilights beste vriend en lid van de "Band".
- Anthony LaPaglia als Twilight - Een van de tritagonisten, Diggers beste vriend en lid van de "Band".
- Joel Edgerton als Metal Beak - De antagonist, Nyras man en de leider van The Pure Ones.
- Helen Mirren als Nyra - De tweede antagonist, Metal Beaks vrouw en de tweede-in-gezag van The Pure Ones. Zij blijft achter met de overgebleven Pure Ones nadat Metal Beak dood gaat.
- Ryan Kwanten als Kludd - De derde antagonist, de zoon en oudste kind van Noctus en Marella en de oudere broer van Soren en Eglantine. Kludd komt bij The Pure Ones, omdat zij in hem geloofden toen niemand anders dat deed. Hij valt in een brandend bos na het gevecht met Soren, maar overleeft en is voor het laatst gezien toen hij op het lichaam van Metal Beak neerkeek met gloeiende rode Pure Ones ogen.
- Adrienne DeFaria als Eglantine - De dochter en jongste kind van Noctus en Marella en de jongere zus van Soren and Kludd.
- Hugo Weaving als Noctus en Grimble.

Noctus - De man van Marella en de vader van Soren, Kludd en Eglantine.
Grimble - Een uil die gevangen was genomen door The Pure Ones en werd beloofd dat zijn familie werd gespaard als hij voor hun ging werken. Hij leerde Soren en Gylfie vliegen, zodat ze konden ontsnappen van St Aegolius (Het hoofdkwartier van The Pure Ones). Hij wordt gedood door Nyra wanneer Soren en Gylfie ontsnappen.
- Essie Davis als Marella - De vrouw van Noctus en de moeder van Soren, Kludd en Eglentine.
- Leigh Whannell als Jatt - Een lid van St Aegolius wie samen met Jutt wordt uitgezonden door The Pure Ones om Soren en Kludd gevangen te nemen.
- Angus Sampson als Jutt - Een lid van St Aegolius wie samen met Jatt wordt uitgezonden door The Pure Ones om Soren en Kludd gevangen te nemen.
- Miriam Margolyes als Mrs P - Een slang die het kindermeisje is van Soren, Kludd en Eglentine.
- Barry Otto als Het Echidna - Een mysticus die de "Band" lagers geeft naar The Great Tree (Het hoofdkwartier van The Guardians).
- Richard Roxburgh als Boron - De man van Barran en de leider van The Guardians Of Ga'Hoole.
- Deborra-Lee Furness als Barran - De vrouw van Boron en de tweede-in-gezag van The Guardians Of Ga'Hoole.
- Geoffrey Rush als Ezylryb - Een wijze mentor bij The Great Tree die zich openbaart als de Lyze van Kiel een legendarische krijger die met Metal Beak heeft gevochten.
- Sam Neill als Allomere - Een Guardian die zich openbaart als spion voor The Pure Ones. Hij wordt later gedood door vleermuizen op Metal Beaks commando.
- Sacha Horler als Strix Struma - Een lid van The Guardians Of Ga'Hoole die Soren ontmoet wanneer hij voor het eerst aankomt bij The Great Tree.

## Productie
Warner Bros. verkreeg de filmrechten van de boekenserie Guardians of Ga'Hoole die geschreven werd door Kathryn Lasky in juni 2005. De studio wilde de serie produceren als een computer-gegenereerde animatiefilm met producent Donald De Line en Lasky als schrijfster van het scenario. In april 2008 was het project bij Village Roadshow ondergebracht met Zack Snyder als regisseur en Zareh Nalbandian als producent. Een nieuw scenario werd geschreven door John Orloff en Emil Stern. De productie begon in Australië in februari 2009. De film werd ontwikkeld door het digitale visuele effecten bedrijf Animal Logic, mede door hun succes in 2006 met de film Happy Feet. Het bevatte het nummer "To The Sky" van Owl City.

## Kritische reacties
Legend of the Guardians ontving verschillende recensies van critici die de animaties, stemacteurs, cinematografie en 3D effecten prezen, maar de karakterontwikkeling en de plot, dat werd gezien als 'Esoterie' en 'voorspelbaar', bekritiseerden. Rotten Tomatoes vermeldde dat 51% van de 116 opgenomen recensies positief was over de film en het een gemiddelde cijfer een 5,6 was.

## Videospel
Warner Bros. Interactive Entertainment gaf een videospel uit dat gebaseerd was op de film, maar waar ook elementen uit het boek in voor komen. Het spel is uitgebracht voor de Wii, Xbox 360, PlayStation 3, en Nintendo DS op 14 september 2010. Het spel werd ontwikkeld door Krome Studios voor de Wii, Xbox 360, en PlayStation 3. De versie voor de Nintendo DS kwam van Tantalus Media.